# Тейлър (окръг, Тексас)
Вижте пояснителната страница за други значения на Тейлър.
Окръг Тейлър (на английски: Taylor County) е окръг в щата Тексас, Съединени американски щати. Площта му е 2380 km², а населението - 126 555 души (2000). Административен център е град Абълийн.